# 六月燈の三姉妹
『六月燈の三姉妹』（ろくがつどうのさんしまい）は、2014年5月31日公開の日本映画。
鹿児島県鹿児島市にある真砂商店街のなかの菓子屋「とら屋」（舞台では「つる屋」）の一家を描く舞台および映画。監督は『半落ち』等の佐々部清。企画・製作は西田聖志郎。映画は2013年11月9日より鹿児島と宮崎で先行上映され、鹿児島だけで16,000人動員し、4ヶ月のロングランを記録している。

## 概要
鹿児島市出身の俳優・西田聖志郎が企画し、水谷龍二の作・演出により2009年に初演、2011年に再演された舞台劇の映画化作品。
昔ながらの商店街のなかにある家族経営の和菓子店「とら屋」（舞台では「つる屋」）は、時代とともに客足が遠のき、経営不振に陥っている。家族がそれぞれ離婚歴や婚約破棄などの事情を抱えながら、店や商店街を盛り上げるため、「六月燈」の夜に新作和菓子「かるキャン」で起死回生の大作戦に出る。

## ストーリー
和菓子店「とら屋」の次女：奈美江は、東京で税理士事務所を経営する夫と共に暮らしていたが、離婚調停をきっかけに鹿児島の実家に戻ってくる。
実家の「とら屋」は経営不振だが、地元の夏祭り六月燈で新作菓子を発表するために忙しい。そこへ奈美江の夫：徹が奈美江を追いかけて鹿児島へやってくる。徹も六月燈まで「とら屋」の手伝いをすることになり、家族は一つの目標に向けて力を合わせていく。

## 登場人物
平川 奈美江
演 - 吹石一恵
恵子の娘。次女。税理士事務所を経営する夫とは離婚調停中で、一時的に鹿児島の実家へ戻ってくる。
中薗 静江
演 - 吉田羊
長女。バツイチで、母親と義理の父親が営む和菓子屋を手伝っている。
中薗 栄
演 - 徳永えり
三女。恵子と有馬の娘。結婚直前に婚約破棄し、駅の売店で働いている。
平川 徹
演 - 津田寛治
奈美江の夫。税理士事務所を経営している。離婚調停中だが、奈美江を追って鹿児島へやってくる。
中薗 惠子
演 - 市毛良枝
三姉妹の母親。バツ2。最初の夫との間に静江・奈美江を、有馬との間に栄を産んだ。有馬の浮気が原因で離婚したが、現在も共に和菓子店を営んでいる。
有馬 眞平
演 - 西田聖志郎
恵子の前夫。栄の実の父親。恵子とは離婚しているが、菓子職人として共に「とら屋」を営む。
写真出演
演 - 沢村一樹

## スタッフ
- 監督：佐々部清
- 原作・脚本：水谷龍二
- 企画：西田聖志郎
- 音楽：寺嶋民哉
- 音楽制作：インスパイア・ホールディングス
- 主題歌：石原有輝香「月奏」
- エグゼクティブプロデューサー：小野鉄二郎
- プロデューサー：坂上也寸志、臼井正明、竹本克明
- 鹿児島協力プロデューサー：西田建一
- 製作：パディハウス
- 制作：「六月燈の三姉妹」製作委員会（パディハウス、薩摩酒造、鹿児島テレビ放送）
- 制作協力：シネムーブ